# Arkadiusz Jakubik
Arkadiusz Benedykt Jakubik (ur. 14 stycznia 1969 w Strzelcach Opolskich) – polski aktor filmowy, dubbingowy, teatralny, głosowy i telewizyjny, lektor, reżyser i scenarzysta teatralny oraz piosenkarz. Czterokrotny laureat Orła w kategorii „najlepsza drugoplanowa rola męska”. Wokalista zespołu Dr Misio.

## Życiorys
Urodził się 14 stycznia 1969 w Strzelcach Opolskich.
W 1992 ukończył studia na Wydziale Aktorskim we Wrocławiu (filia zamiejscowa krakowskiej PWST).
Występował w Operetce Warszawskiej (1993–1994) i Teatrze Rampa w Warszawie (1997–2000). Zadebiutował na scenie Operetki Warszawskiej 13 listopada 1993 w roli Pierre’a w musicalu Piaf Pam Gems w reż. Jana Szurmieja.
Jest wokalistą rockandrollowej grupy muzycznej Dr Misio. Od 1993 roku pracuje jako lektor.

## Życie prywatne
Żonaty z aktorką Agnieszką Matysiak, ma dwóch synów: Jakuba i Jana.

## Filmografia

### Role aktorskie
- 1977: Okrągły tydzień – Gustlik, wnuk Karola
- 1979: Cóżeś ty za pani?
- 1996: Ekstradycja 2 – członek gangu Tumskiej
- 1997: Boża podszewka – policjant litewski w odc. 12 (Juryszki wileńskie, lata 1941–1942)
- 1997: Kochaj i rób co chcesz – kierowca TIR-a
- 1998: Małżowina
- 2000: 13 posterunek 2 – aspirant Rysio, zastępca komendanta
- 2000: Sezon na leszcza – kasjer w banku
- 2001: Kuracja – Kowalski
- 2002: Jak to się robi z dziewczynami – Karol, producent filmów pornograficznych
- 2003: Nienasycenie – dwie role: pisarz Sturfan Abnol oraz mandaryn Wang
- 2004: Panienki – Arek, sąsiad dziewczyn w odc. 2, 3
- 2004: Wesele – notariusz Jan Janocha
- 2005–2007: Codzienna 2 m. 3 – dozorca Leon w odc. 1, 3, 5-7, 9-18, 20-71
- 2005: Dziki 2: Pojedynek – komendant Leopold Dymczak „Szeryf” w odc. 2-6, 8-10
- 2005: Emilia – pan Idiotko
- 2005: Kryminalni – Krzysztof Majdański, przywódca sekty „Eden”, odc. 25 (gościnnie)
- 2005: Zakręcone – Arek Malina, sąsiad dziewczyn w odc. 1-14, 16
- 2006: Kochaj mnie, kochaj! – wydawca komiksów
- 2006: Palimpsest – lekarz Bogdan
- 2007: Cztery poziomo – Bogusław Lubczyk „Bodzio”
- 2007: Faceci do wzięcia w odc. 38
- 2008: Na dobre i na złe – scenarzysta Oskar w odc. 327
- 2008: Rodzina zastępcza – reżyser w odc. 283
- 2008: Rozmowy nocą – radiowiec, seksoholik
- 2009: Dom zły – Edward Środoń
- 2012: Jesteś Bogiem – Gustaw, producent muzyczny
- 2012: Paradoks – prokurator Witold Sobecki
- 2012: Piąty Stadion – Jarosław „Pele” Malak
- 2013: Drogówka – sierżant Bogdan Petrycki
- 2013: Chce się żyć – Paweł Rosiński, ojciec Mateusza, głównego bohatera filmu
- 2013: Ojcze masz – Marcel, punkrockowy muzyk
- 2014: Pod Mocnym Aniołem – „Terrorysta”
- 2014: Ziarno prawdy – Janek Wiewiórski
- 2014: Kochanie, chyba cię zabiłem – Graś
- 2014: Polskie gówno – Dudek Meissner
- 2015: Carte blanche – Wiktor
- 2016: Wołyń – Maciej Skiba
- 2016: Jestem mordercą – Wiesław Kalicki
- 2017: Ksiądz – ksiądz Jan
- 2017: Cicha noc – ojciec Adama
- 2017: Najlepszy – kierownik basenu
- 2018: Kler – ksiądz Andrzej Kukuła
- 2020: Psy 3. W imię zasad jako Morales, współwięzień Franza Maurera
- 2020: W głębi lasu jako inspektor Maciej Jork
- 2020: Król jako Jan „Kum” Kaplica
- 2020: Żywioły Saszy jako Aleksander „Bomber” Krysiak
- 2020: Jak najdalej stąd jako Marek Mazurek
- 2021: Klangor jako Rafał Wejman
- 2021: Czarna owca jako Arek Gruz
- 2021: Wesele jako Wodzirej
- 2023: Informacja zwrotna jako Marcin Kania

### Polski dubbing
- 1972: Arka Yogiego – Quick Draw
- 1986: Amerykańska opowieść – Tate
- 1987: Miś Yogi i czarodziejski lot Świerkową Gęsią – Quick Draw
- 1987: Wielka ucieczka Misia Yogi – Quick Draw
- 1992–1997: Kot Ik! / Straszliwe Gromozaury – Jacques Kaczko / Kutter
- 1994: Księżniczka łabędzi (wersja telewizyjna)
- 1995: Balto – Balto
- 1995: Rob Roy
- 1997–2004: Johnny Bravo
- 1997: Pożyczalscy – Jeff
- 1999–2000: Digimon Adventure –
  - Koromon,
  - Agumon,
  - Greymon,
  - zły Greymon,
  - SkullGreymon,
  - MetalGreymon,
  - WarGreymon,
  - Omnimon,
  - Leomon,
  - ojciec Izzy’ego,
  - ojciec Taia i Kari
- 1998–2004: Atomówki
- 2001: Potwory i spółka
- 2001: Atlantyda. Zaginiony ląd – Wołodia
- 2002: Asterix i Obelix: Misja Kleopatra – Gajusz Ceplus
- 2003: Liga najgłupszych dżentelmenów
- 2003: Atlantyda. Powrót Milo – Wołodia
- 2003: Dobry piesek – Flap
- 2004: Gwiezdne jaja: Część I – Zemsta świrów – jeż Maul
- 2004: Mickey: Bardziej bajkowe święta
- 2004: Scooby-Doo 2: Potwory na gigancie
- 2005: Madagaskar – Mason
- 2005: King Kong: Władca Atlantydy – Tan
- 2008: Speed Racer
- 2008: Madagaskar 2 – Mason
- 2009: Załoga G – Speckles
- 2010: Niania i wielkie bum – Farmer Macreadie
- 2010: Harry Potter i Insygnia Śmierci, Część 1 – Corban Yaxley
- 2011: Muppety – Rowlf
- 2011: Hop – Carols
- 2014: Asteriks i Obeliks: Osiedle bogów – Obeliks
- 2016: Fantastyczne zwierzęta i jak je znaleźć – Jacob Kowalski
- 2018: Fantastyczne zwierzęta: Zbrodnie Grindelwalda – Jacob Kowalski

### Reżyseria
- 2010: Prosta historia o miłości (oraz produkcja)
- 2016: Prosta historia o morderstwie

## Teatr

### Reżyseria
- Jeździec Burzy
- Biblia
- Cyrk Monty Pythona
- Goło i wesoło

## Dyskografia
Albumy studyjne
| Rok  | Dane dot. albumu | Najwyższa pozycja |
| Rok  | Dane dot. albumu | OLiS fiz.         |
| ---- | --- | ----------------- |
| 2016 | 40 przebojów (oraz Olaf Deriglasoff) - Data: 9 czerwca 2016 - Wydawca: Narodowe Centrum Kultury - Format: CD, digital download | –                 |
| 2018 | Szatan na Kabatach - Data: 20 kwietnia 2018 - Wydawca: Universal Music Polska - Format: CD, digital download                   | –                 |
| 2025 | Romeo i Julia żyją - Data: 25 kwietnia 2025 - Wydawca: Mystic Production - Format: CD, digital download                        | 71                |

Inne
| Album                                   | Rok  | Utwór                                  | Źródło |
| --------------------------------------- | ---- | -------------------------------------- | ------ |
| Deriglasoff – XXX                       | 2014 | „Pieśń o bohaterze”                    | [ 8 ]  |
| Abel – Ostatni sarmata                  | 2014 | „Intro”                                | [ 9 ]  |
| Tatusianki Kołysanki (kompilacja)       | 2015 | „Na dzień dobry – Dobranoc”            | [ 10 ] |
| Tymon & The Transistors – Polskie gówno | 2016 | „Bierz parówę i basta” i „Jest fajnie” | [ 11 ] |

### Single
| Rok  | Tytuł                | Album              |
| ---- | -------------------- | ------------------ |
| 2018 | "Dziś w internecie"  | Szatan na Kabatach |
| 2018 | "Szatan na Kabatach" | Szatan na Kabatach |
| 2018 | "Niemost"            | Szatan na Kabatach |
| 2025 | "Werona"             | Romeo i Julia żyją |
| 2025 | "Sonda uliczna"      | Romeo i Julia żyją |

## Teledyski
| Tytuł                                      | Rok  | Reżyseria       | Album        | Źródło |
| ------------------------------------------ | ---- | --------------- | ------------ | ------ |
| „Plastikowe maski” (oraz Olaf Deriglasoff) | 2015 | Aleksander Wilk | 40 przebojów | [ 13 ] |

## Nagrody (wybrane)
- 2005: nominacja do Polskiej Nagrody Filmowej, Orzeł w kategorii: najlepsza drugoplanowa rola męska za film Wesele
- 2010: Grand Prix – Złota Ryba na Festiwalu Filmów Optymistycznych „Happy End” w Rzeszowie za rolę w filmie Prosta historia o miłości
- 2010: Nagroda Główna w Konkursie Kina Niezależnego na Festiwalu Polskich Filmów Fabularnych w Gdyni za „dbałość o oryginalną formę i umiejętne połączenie dystansu do opowieści z powagą tematu” w filmie Prosta historia o miłości
- 2011: nominacja do Polskiej Nagrody Filmowej, Orzeł w kategorii: odkrycie roku
- 2011: Nagroda Specjalna Jury Tarnowskiej Nagrody Filmowej za rolę w filmie Prosta historia o miłości
- 2012: Złoty Szczeniak” za najlepszą pierwszoplanową męską kreację aktorską podczas Festiwalu Aktorstwa Filmowego im. Tadeusza Szymkowa we Wrocławiu
- 2013: Polska Nagroda Filmowa, Orzeł w kategorii: najlepsza drugoplanowa rola męska za film Drogówka
- 2014: Polska Nagroda Filmowa, Orzeł w kategorii: najlepsza drugoplanowa rola męska za film Chce się żyć
- 2015: nominacja do Polskiej Nagrody Filmowej, Orzeł w kategorii: najlepsza drugoplanowa rola męska za film Pod Mocnym Aniołem
- 2015: Nagroda dla najlepszego aktora na Grand Off – Najlepsze Niezależne Filmy Świata za rolę w filmie Ojcze masz[14]
- 2016: „Złoty Szczeniak” za najlepszą kreację aktorską 2016 roku podczas 5. Festiwalu Aktorstwa Filmowego im. Tadeusza Szymkowa we Wrocławiu[15].
- 2017: Polska Nagroda Filmowa, Orzeł w kategorii: najlepsza drugoplanowa rola męska za film Jestem mordercą
- 2017: nominacja do Polskiej Nagrody Filmowej, Orzeł w kategorii: najlepsza drugoplanowa rola męska za film Wołyń
- 2018: Polska Nagroda Filmowa, Orzeł w kategorii: najlepsza drugoplanowa rola męska za film Cicha noc
- 2018: nominacja do Polskiej Nagrody Filmowej, Orzeł w kategorii: najlepsza drugoplanowa rola męska za film Najlepszy
- 2019: nominacja do nagrody muzycznej Fryderyk w kategorii" Album Roku Alternatywa, za album Szatan na Kabatach